# Carol Fowler
Carol Ann Fowler est une psychologue expérimentaliste américaine, née le 20 novembre 1949 à Providence. Elle fut présidente et directrice des recherches des Laboratoires Haskins (en) à New Haven, de 1992 à 2008. Elle est également professeure de psychologie à l'Université du Connecticut et professeure associée de linguistique et psychologie à l'Université Yale. Elle a obtenu un diplôme de premier cycle à l'Université Brown en 1971, puis une maîtrise universitaire ès lettres (en 1973) et une thèse de psychologie (en 1977) à l'Université du Connecticut sous la direction de Alvin Liberman et Michael T. Turvey.

## Travaux et recherches
Carol Fowler est principalement connue pour avoir formulé la théorie réaliste directe de la perception de la parole (ou théorie de la perception directe de la parole), par opposition avec la théorie motrice de perception de la parole proposée par Liberman. Tandis que la théorie motrice fait l'hypothèse que les humains reconnaissent les sons de parole en identifiant les mouvements articulatoires du conduit vocal de leur interlocuteur, Fowler suggère que la compréhension de la parole s'appuie plutôt sur une reconnaissance de motifs acoustiques récurrents. Elle prend ici appui sur l'approche écologique de la perception fondée par Eleanor Gibson et James J. Gibson.
Carol Fowler a également mené des recherches approfondies sur le lien entre perception et production de la parole, et sur l'imitation. Elle a notamment étudié les influences inter-linguistiques sur la production de la parole chez des locuteurs bilingues de naissance. En particulier, elle a mis en évidence que le délai d'établissement du voisement chez les locuteurs montréalais bilingues en anglais et en français est plus long (pour le français) ou plus court (pour l'anglais) que celui mesuré chez des locuteurs montréalais monolingues en français ou en anglais,.
En 2016, le journal Ecological Psychology a publié une collection d'article en deux parties, en hommage à sa contribution majeure dans le domaine,.